# Arachniodes cornu-cervi
Arachniodes cornu-cervi là một loài dương xỉ thuộc họ Dryopteridaceae. Loài này được David Don mô tả khoa học đầu tiên năm 1825.